# 1. hrvaški korpus (NOVJ)
1. hrvaški korpus je bil partizanski korpus, ki je deloval kot del NOV in POJ v Jugoslaviji med drugo svetovno vojno.
Korpus je bil ustanovljen 22. novembra 1942 in 7. oktobra 1943 je bil preimenovan v 4. korpus.

## Sestava
- 6. divizija
- 7. divizija
- 8. divizija
- Banijski odred
- Kordunški odred
- Liški odred
- Plaščanski odred
- Cazinski odred
- Karlovaški odred